# Теппер, Роберт
Роберт Теппер (англ. Robert Tepper; род. 30 мая 1950) — американский композитор, автор песен и певец, известный своей хит-песней «No Easy Way Out», которая вошла в саундтрек к фильму «Рокки 4».

## Биография
Теппер родился в Бейонне, штат Нью-Джерси. Позднее он перебрался в Нью-Йорк, где начал карьеру автора песен. Вместе с Бенни Мардонесом являлся автором песни «Into the Night», которая принесла им номинацию в премии «Грэмми». Также Теппер стал соавтором многих песен на альбоме Мардонеса Too Much to Lose, выпущенного в 1981 году.
В 1985 году Теппер подписал контракт с лейблом Scotti Brothers и перебрался в Лос-Анджелес. Записанные на этом лейбле первые два альбома получили малое продвижение. Актёру и режиссёру Сильвестру Сталлоне понравилась песня Теппера «No Easy Way Out» так, что она попала в его фильм «Рокки 4». «No Easy Way Out» оказалась в топ-40 и в 1986 году добралась до 22-го места в топ-100 Billboard, сразу же обратив внимание публики на Теппера. Несколько европейских лейблов, включая Ministry of Sound, выпустили танцевальные версии «No Easy Way Out», в результате чего они стали регулярно появляться на немецком радио. Их ротация продолжалась и в 2015 году (в особенности в вечерних танцевальных передачах на мюнхенском радио Charivari 95,5 и Radio Gong 96.3). В 2008 году хэви-метал-группа Bullet For My Valentine сделала свою кавер-версию на эту песню.
В 1986 году песня «Angel of the City» с дебютного альбома Теппера «No Easy Way Out» стала главной темой фильма Сталлоне «Кобра». В том же году Теппер написал для Пэт Бенатар песню «Le Bel Age». Она достигла 54-го места в чарте Billboard. В 1988 году вышел второй сольный альбом Modern Madness. Позже, в 1990 году, Теппер вошёл в состав хард-рок-группы Iron Butterfly и играл в ней до 1993 года. В 1996 году на лейбле MTM Music label вышел третий сольный альбом певца No Rest For The Wounded Heart, который был доступен исключительно в странах Европы.
В 2009 году лейбл Sony BMG переиздал первые два альбома в цифровом ремастеринге.
В начале 2010-х годов Теппер занялся сочинением музыки для телевидения и кино, а также принял участие в создании нескольких мюзиклов. В 2012 году он выпустил четвёртый сольный альбом New Life Story. Музыка на этом альбоме далека от рокового звучания 1980-х; её стиль характеризуют как «акустическую авторскую песню с электронным оттенком».

## Личная жизнь
Теппер имеет пятерых детей и проживает в Лос-Анджелесе.

## Дискография

### Альбомы
- No Easy Way Out[англ.] (Scotti Bros., 1986) Billboard 200 #144[5]
- Modern Madness[англ.] (Scotti Bros., 1988)
- No Rest For The Wounded Heart (MTM Music, 1996)
- New Life Story (2012)
- Better Than the Rest (AOR Heaven, 2019)

### Синглы
| Год  | Название                         | Позиция в чартах | Позиция в чартах | Альбом           |
| Год  | Название                         | Hot 100          | Mainstream Rock  | Альбом           |
| ---- | -------------------------------- | ---------------- | ---------------- | ---------------- |
| 1986 | «No Easy Way Out»                | 22               | 12               | No Easy Way Out  |
| 1986 | «Don’t Walk Away»                | 85               | —                | No Easy Way Out  |
| 1986 | «Angel Of The City»              | —                | —                | No Easy Way Out  |
| 1986 | «If That’s What You Call Lovin'» | —                | —                | No Easy Way Out  |
| 1988 | «The Unforgiven»                 | —                | —                | Modern Madness   |
| 1988 | «When You Dream Of Love»         | —                | —                | Modern Madness   |
| 2015 | «Ain’t No Rules»                 | —                | —                | Неальбомный трек |
| 2017 | «Looking For The Love»           | —                | —                | Неальбомный трек |
| 2018 | «Whose Lonely Now»               | —                | —                | Неальбомный трек |